# International Tour of Rhodes
L'International Tour of Rhodes è una corsa a tappe maschile di ciclismo su strada che si svolge sull'isola di Rodi, in Grecia, ogni anno nel mese di marzo. Fu creata nel 1987, ma la seconda edizione si svolse solo nel 1995. Interrotta dal 2004 al 2014, a partire dal 2017 fa parte del calendario dell'UCI Europe Tour nella classe 2.2.

## Albo d'oro
Aggiornato all'edizione 2025.
| Anno      | Vincitore                                   | Secondo              | Terzo                |
| --------- | ------------------------------------------- | -------------------- | -------------------- |
| 1987      | Kanellos Kanellopoulos                      | Michalis Farantakis  | Georgios Maniatis    |
| 1988-1994 | non disputato                               | non disputato        | non disputato        |
| 1995      | Kanellos Kanellopoulos Vasilis Anastopoulos |                      |                      |
| 1996      | Yevgeny Golovanov                           | Jaromír Purmenský    | Tomáš Sedláček       |
| 1997      | Jozef Regec                                 | Aleksandr Kornatov   | Denis Men'šov        |
| 1998      | Holger Sievers                              | Heinz Marchel        | Rob Reynolds Jones   |
| 1999      | Arno Kaspret                                |                      |                      |
| 2000      | Dennis Rasmussen                            | Christian Van Dartel | Friedrich Berein     |
| 2001      | Fabian Cancellara                           | Aleksej Markov       | Bradley Wiggins      |
| 2002      | Fabian Cancellara                           | Kurt Asle Arvesen    | Michael Rogers       |
| 2003      | Bram Schmitz                                | Sebastian Lang       | Thomas Bruun Eriksen |
| 2004-2014 | non disputato                               | non disputato        | non disputato        |
| 2015      | Vasileios Simantirakis                      | Pavlos Chalkiopoulos | Georgios Karatzios   |
| 2016      | non disputato                               | non disputato        | non disputato        |
| 2017      | Colin Stüssi                                | Åsmund Romstad Løvik | Cyrille Thièry       |
| 2018      | Mirco Maestri                               | Torstein Træen       | Syver Wærsted        |
| 2019      | Martijn Budding                             | Markus Hoelgaard     | Roland Thalmann      |
| 2020      | Søren Wærenskjold                           | Christian Koch       | Paweł Bernas         |
| 2021      | Fredrik Dversnes                            | Christian Koch       | Stan Van Tricht      |
| 2022      | Louis Bendixen                              | Lukas Meiler         | Alexis Guérin        |
| 2023      | António Morgado                             | Andreas Miltiadis    | André Drege          |
| 2024      | André Drege                                 | Alessandro Romele    | Colin Stüssi         |
| 2025      | Pierre-Henry Basset                         | Ben Felix Jochum     | Colby Simmons        |